# (200003) Aokeda
(200003) Aokeda est un astéroïde de la ceinture principale.

## Description
(200003) Aokeda est un astéroïde de la ceinture principale. Il fut découvert le 19 mai 2007 à XuYi par le programme de relevé astronomique d'objets géocroiseurs de l'observatoire de la Montagne Pourpre (PMO NEO). Il présente une orbite caractérisée par un demi-grand axe de 3,18 UA, une excentricité de 0,06 et une inclinaison de 13,5° par rapport à l'écliptique.

## Compléments